# Aliaksandra Narkevich
Aliaksandra Narkevich est une gymnaste rythmique biélorusse née le 22 décembre 1994 à Minsk.

## Palmarès

### Jeux olympiques
- Londres 2012
  -  médaille d'argent au concours général par équipes.

### Championnats du monde
- Kiev 2013
  -  médaille d'or en concours général en groupe.
  -  médaille d'argent en groupe 3 ballons + 2 rubans.

- Montpellier 2011
  -  médaille d'argent au concours général par équipes.

- Moscou 2010
  -  médaille d'argent au concours général par équipes.